# 马丁·黑纳
马丁·黑纳（德語：Martin Häner，1988年8月27日—），德国男子曲棍球运动员。他曾代表德国参加2012年、2016年和2020年夏季奥林匹克运动会曲棍球比赛，获得一枚金牌和一枚铜牌。